# NGC 4687
NGC 4687 é uma galáxia elíptica (E1) localizada na direcção da constelação de Canes Venatici. Possui uma declinação de +35° 21' 07" e uma ascensão recta de 12 horas, 47 minutos e 23,8 segundos.
A galáxia NGC 4687 foi descoberta em 11 de Março de 1831 por John Herschel.